# Xonrupt-Longemer
Xonrupt-Longemer és un municipi francès, situat al departament dels Vosges i a la regió del Gran Est. L'any 2007 tenia 1.573 habitants.

## Demografia

### Població
El 2007 la població de fet de Xonrupt-Longemer era de 1.573 persones. Hi havia 638 famílies, de les quals 158 eren unipersonals (69 homes vivint sols i 89 dones vivint soles), 210 parelles sense fills, 222 parelles amb fills i 48 famílies monoparentals amb fills.
La població ha evolucionat segons el següent gràfic:
Habitants censats

### Habitatges
El 2007 hi havia 1.300 habitatges, 638 eren l'habitatge principal de la família, 638 eren segones residències i 24 estaven desocupats. 999 eren cases i 296 eren apartaments. Dels 638 habitatges principals, 477 estaven ocupats pels seus propietaris, 135 estaven llogats i ocupats pels llogaters i 26 estaven cedits a títol gratuït; 6 tenien una cambra, 28 en tenien dues, 68 en tenien tres, 150 en tenien quatre i 387 en tenien cinc o més. 569 habitatges disposaven pel capbaix d'una plaça de pàrquing. A 308 habitatges hi havia un automòbil i a 281 n'hi havia dos o més.

### Piràmide de població
La piràmide de població per edats i sexe el 2009 era:
| Homes | Edats   | Dones |
| ----- | ------- | ----- |
| 0     | 95 o +  | 0     |
| 0     | 90 a 94 | 4     |
| 8     | 85 a 89 | 4     |
| 0     | 80 a 84 | 12    |
| 16    | 75 a 79 | 28    |
| 44    | 70 a 74 | 16    |
| 16    | 65 a 69 | 32    |
| 48    | 60 a 64 | 36    |
| 36    | 55 a 59 | 40    |
| 60    | 50 a 54 | 56    |
| 64    | 45 a 49 | 16    |
| 88    | 40 a 44 | 72    |
| 76    | 35 a 39 | 84    |
| 36    | 30 a 34 | 68    |
| 36    | 25 a 29 | 16    |
| 20    | 20 a 24 | 12    |
| 56    | 15 a 19 | 36    |
| 60    | 10 a 14 | 80    |
| 52    | 5 a 9   | 76    |
| 36    | 0 a 4   | 36    |

## Economia
El 2007 la població en edat de treballar era de 1.035 persones, 768 eren actives i 267 eren inactives. De les 768 persones actives 707 estaven ocupades (371 homes i 336 dones) i 60 estaven aturades (28 homes i 32 dones). De les 267 persones inactives 100 estaven jubilades, 94 estaven estudiant i 73 estaven classificades com a «altres inactius».

### Ingressos
El 2009 a Xonrupt-Longemer hi havia 649 unitats fiscals que integraven 1.571,5 persones, la mediana anual d'ingressos fiscals per persona era de 18.079 €.

### Activitats econòmiques
Dels 104 establiments que hi havia el 2007, 1 era d'una empresa alimentària, 6 d'empreses de fabricació d'altres productes industrials, 18 d'empreses de construcció, 16 d'empreses de comerç i reparació d'automòbils, 2 d'empreses de transport, 27 d'empreses d'hostatgeria i restauració, 1 d'una empresa d'informació i comunicació, 3 d'empreses financeres, 11 d'empreses immobiliàries, 10 d'empreses de serveis, 4 d'entitats de l'administració pública i 5 d'empreses classificades com a «altres activitats de serveis».
Dels 21 establiments de servei als particulars que hi havia el 2009, 1 era una oficina de correu, 2 tallers de reparació d'automòbils i de material agrícola, 2 paletes, 4 fusteries, 2 lampisteries, 3 electricistes, 1 perruqueria, 5 restaurants i 1 agència immobiliària.
Dels 7 establiments comercials que hi havia el 2009, 1 era una botiga de més de 120 m², 2 fleques, 1 una fleca, 1 una botiga de roba, 1 una botiga de mobles i 1 una botiga de material de revestiment de parets i terra.
L'any 2000 a Xonrupt-Longemer hi havia 3 explotacions agrícoles.

## Equipaments sanitaris i escolars
L'únic equipament sanitari que hi havia el 2009 era una farmàcia.
El 2009 hi havia 1 escola maternal i 1 escola elemental.

## Poblacions més properes
El següent diagrama mostra les poblacions més properes.